# Радмила Цветковић
Радмила Цветковић (девојачко Савић, 18. јун 1961, Београд, ФНР Југославија) је бивша југословенска рукометашица.
Имала је кратку, али успешну каријеру. Већ у 14-ој години постала је првотимка ОРК Београда са којим је 1982. тријумфовала у Купу Југославије. Веома млада је дебитовала и у државном тиму за који је одиграла 45 утакмица. Врхунац каријере остварила је освајањем сребрне медаље на Олимпијским играма у Москви 1980. са само 19 година.
Удата је за српског рукометаша Јовицу Цветковића.